# Bellulornis
Belluornis is een geslacht van uitgestorven vogels uit het Vroeg-Krijt van het huidige China, behorend tot de Ornithuromorpha. De enige benoemde soort is Belluornis rectusunguis.
In Gansu werd een skelet van een vogel opgegraven.
In 2016 benoemden en beschreven Wang Min, Zhou Zhonghe en Zhou Shuan de typesoort Bellulia rectusunguis. De geslachtsnaam was afgeleid van het Latijn bellulus, 'schattig'. De soortaanduiding is een combinatie van het Latijnse rectus, 'recht', en unguis, 'klauw'. Kort na de publicatie werd duidelijk dat de geslachtsnaam al bezet was door de mot Bellulia Fibiger 2008. Een vervangende naam was dus noodzakelijk. Er werd aangekondigd dat dit Bellulornis zou worden maar uiteindelijk zou men later dat jaar Belluornis als nomen novum benoemen. De naam voegt aan het Latijn bellus, 'schoon', 'mooi', het Oudgrieks ornis, 'vogel', toe.
Het holotype, IVPP V17970, is gevonden in een laag van de Jiufotangformatie die dateert uit het vroege Aptien. Het bestaat uit een skelet zonder schedel, platgedrukt op een enkele plaat. Het bewaart een deel van het verenkleed en ruim een dozijn gastrolieten.
De beschrijvers gaven verschillende onderscheidende kenmerken van Belluornis. Deze werden echter ten dele gedeeld met de nauwe verwant Schizooura uit dezelfde lagen. In enkele kenmerken onderscheidde Belluornis zich echter ook van Schizooura. Het borstbeen heeft lange buitenste achterste uitsteeksels met een waaiervormig verbreed uiteinde. De voorpoot minus de vingers is 21 procent langer dan de achterpoot minus de tenen. De handklauwen zijn vrijwel recht. Het vierde middenvoetsbeen is robuust.
Belluornis heeft krachtig gebouwde vleugels. Het dikke vorkbeen is V-vormig, met een kort hypocleidium. Er zijn drie vrije staartwervels. In de voet is het eerste middenvoetsbeen kort en de korte eerste teen kan geen grijpende functie gehad hebben.
Belluornis werd in de Ornithuromorpha geplaatst, in een basale positie. Later analyses toonden hem als een mogelijke zustersoort van Schizooura.
Uit de korte eerste teen leidde men af dat Belluornis voornamelijk op de grond leefde, niet in bomen. De gastrolieten, maagstenen, zijn typisch voor plantenetende vogels. Het landschap kenmerkte zich door meren. Aan de oevers daarvan zou Belluornis dan de planten gegeten hebben. 